# Poitevinita
La poitevinita és un mineral de la classe dels sulfats. Rep el seu nom del mineralogista canadenc Théophile Eugène Poitevin (1888-1978), per les seves contribucions a la mineralogia canadenca.

## Característiques
La poitevinita és un sulfat de fórmula química Cu(SO₄)(H₂O). Cristal·litza en el sistema triclínic. La seva duresa a l'escala de Mohs és 3,5. És una espècie estretament relacionada amb el grup de la kieserita.
Segons la classificació de Nickel-Strunz, la poitevinita pertany a «07.CB: Sulfats (selenats, etc.) sense anions addicionals, amb H₂O, amb cations de mida mitjana» juntament amb els següents minerals: dwornikita, gunningita, kieserita, szmikita, szomolnokita, cobaltkieserita, sanderita, bonattita, aplowita, boyleïta, ilesita, rozenita, starkeyita, drobecita, cranswickita, calcantita, jôkokuïta, pentahidrita, sideròtil, bianchita, chvaleticeïta, ferrohexahidrita, hexahidrita, moorhouseïta, niquelhexahidrita, retgersita, bieberita, boothita, mal·lardita, melanterita, zincmelanterita, alpersita, epsomita, goslarita, morenosita, alunògen, metaalunògen, aluminocoquimbita, coquimbita, paracoquimbita, romboclasa, kornelita, quenstedtita, lausenita, lishizhenita, römerita, ransomita, apjohnita, bilinita, dietrichita, halotriquita, pickeringita, redingtonita, wupatkiïta i meridianiïta.

## Formació i jaciments
Va ser descoberta prop el rierol Hat, a la divisió minera de Lillooet, a la Colúmbia Britànica (Canadà).